# Pere Pons i Riera
Pere Pons i Riera (Sant Martí Vell, 20 de febrer de 1993) és un futbolista professional català que juga com a centrecampista a l'AEK Làrnaca FC. És internacional amb la selecció catalana.

## Carrera
Va iniciar la seva trajectòria futbolística a la U.C.E Celrà. Va arribar al Girona Futbol Club a la categoria d'aleví fins a juvenil.
Va debutar al primer equip el 12 de setembre de 2012 en un partit de Copa del Rei contra el Real Sporting de Gijón.
L'any 2014 va ser cedit al mercat d'hivern a la Unió Esportiva Olot de la Segona Divisió B per tal d'agafar experiència i minuts. Acabada la cessió va tornar al Girona Futbol Club per iniciar la temporada 2014-2015. Després d'haver estat un dels referents de l'equip que va ascendir a primera divisió amb Pablo Machín, l'agost de 2017 va renovar amb el club fins al juny del 2020.
Pons va ampliar contracte el 15 d'agost de 2017, fins al 2020. Va debutar a primera poc després, com a titular en un empat a casa 2–2 amb l'Atlètic de Madrid.
El gironí fou el futbolista de camp més utilitzat per Pablo Machín en l'arrencada de la lliga 2017-18, i va arribar als 150 partits amb l'equip el setembre de 2017.

### Alavés
El 4 de juliol de 2019, després que l'equip baixés, Pons signà contracte per tres anys amb el Deportivo Alavés de primera divisió.

## Internacional

### Catalunya
El 28 de desembre de 2016, Pons va debutar amb la Selecció de Catalunya, entrant com a substitut de Sergi Roberto a la mitja part en un empat 3-3 contra Tunísia (derrota a la tanda de penals per 4–2).
El 25 de març de 2019 va disputar amb la selecció catalana el partit contra Veneçuela, que va acabar amb victòria catalana per 2 a 1, a Montilivi.